# Gülser Eisenbahnbrücke
Die Gülser Eisenbahnbrücke in Koblenz ist eine Brücke zwischen den Stadtteilen Güls und Moselweiß. Auf ihr überquert die Moselstrecke Trier–Koblenz die Mosel.

## Geschichte

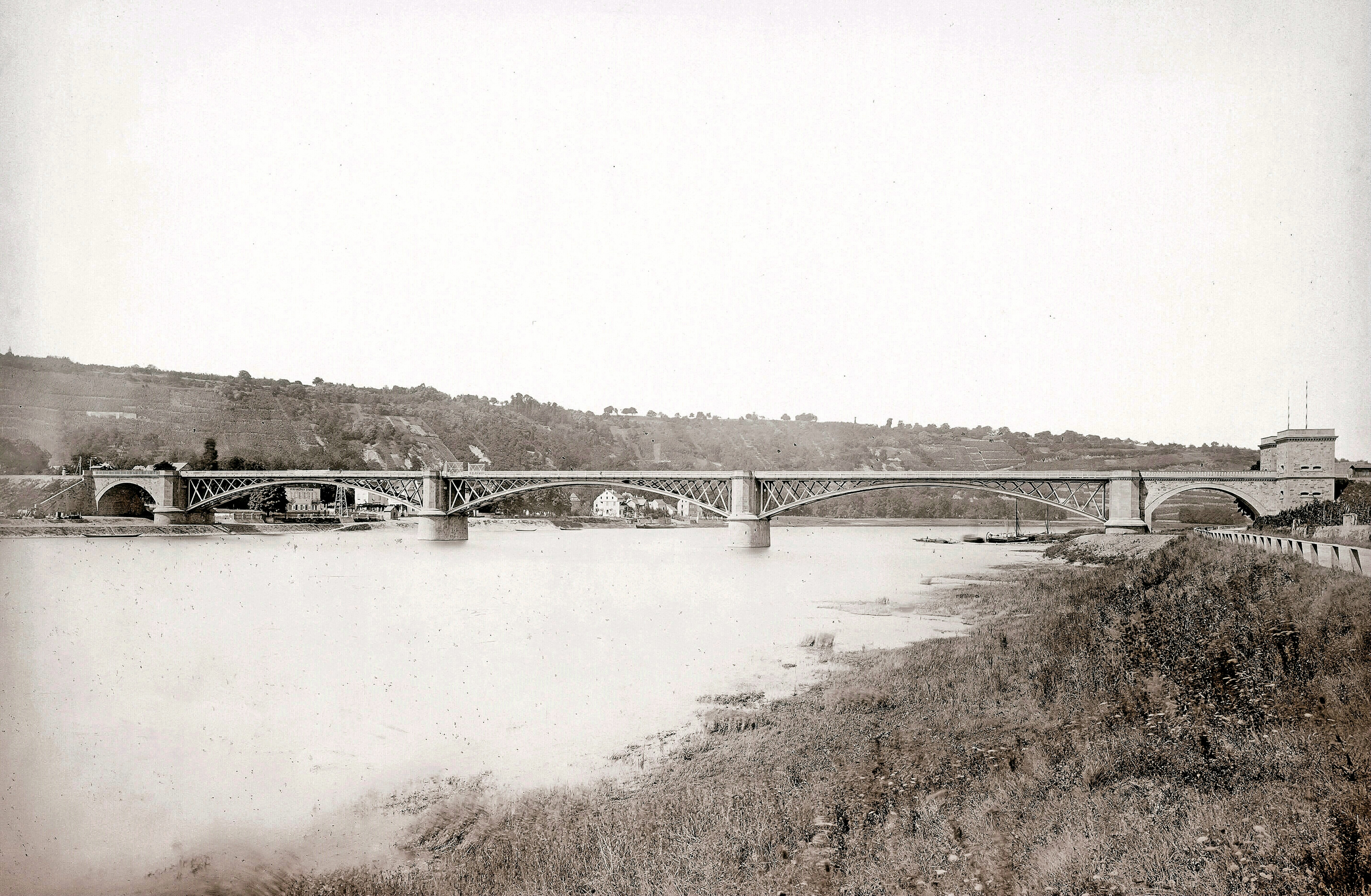
Die Gülser Eisenbahnbrücke nach Fertigstellung 1879

Die Gülser Eisenbahnbrücke entstand fast gleichzeitig mit der Horchheimer Eisenbahnbrücke über den Rhein. Beide Brücken dienten der Verbindung von der Moselstrecke zur so genannten „Kanonenbahn“ Berlin–Metz. Im April 1877 begannen die Bauarbeiten an der Brücke und im Oktober 1878 wurde sie fertiggestellt. Im Jahr 1926 erfolgte ein vollständiger Umbau mit Verstärkung und eine Verbreiterung der Fahrbahn. Aus dieser Zeit stammt auch der Fußgängersteg auf der Südseite.
Wie alle Koblenzer Brücken wurde auch die Gülser Eisenbahnbrücke am Ende des Zweiten Weltkriegs 1945 von den sich zurückziehenden Einheiten der Wehrmacht gesprengt. Dabei wurde der erste Bogen auf der Moselweißer Seite zerstört. Bereits zwischen 1946 und 1948 konnten die Schäden beseitigt werden.
Eine Verstärkung und Sanierung der Eisenbahnbrücke erfolgte im Jahr 2000 durch die Deutsche Bahn. Im Mai 2012 wurde bekannt, dass der Fußgängersteg starke Schäden aufweist und in den nächsten Jahren saniert werden muss. Nach einer rund 16-monatigen Sanierung des 255 Meter langen Fußweges wurde dieser Anfang Dezember 2018 offiziell als Fuß- und Radweg freigegeben.

## Bau
Die Gülser Eisenbahnbrücke überspannt auf einer Länge von 226 m in einem Winkel von 80 Grad die Mosel. Dabei überquert die Fachwerkbrücke auf drei schmiedeeisernen Bögen mit aufgeständerter Fahrbahn den Fluss. Die beiden Bögen von 1926 auf der Gülser Seite stammen von der Gutehoffnungshütte aus Oberhausen, der Bogen aus dem Jahr 1948 auf der Moselweißer Seite von der Hoffnungshütte aus Dortmund und der Demag aus Duisburg. Auf beiden Landseiten schließt sich je ein 17 m breiter gewölbter steinerner Bogen als Straßendurchlass an. Flusspfeiler und Landbogen sind mit Sandstein verkleidet. Die Sockel samt umlaufenden Konsolenfries sind dabei in dunklerem Sandstein abgesetzt.

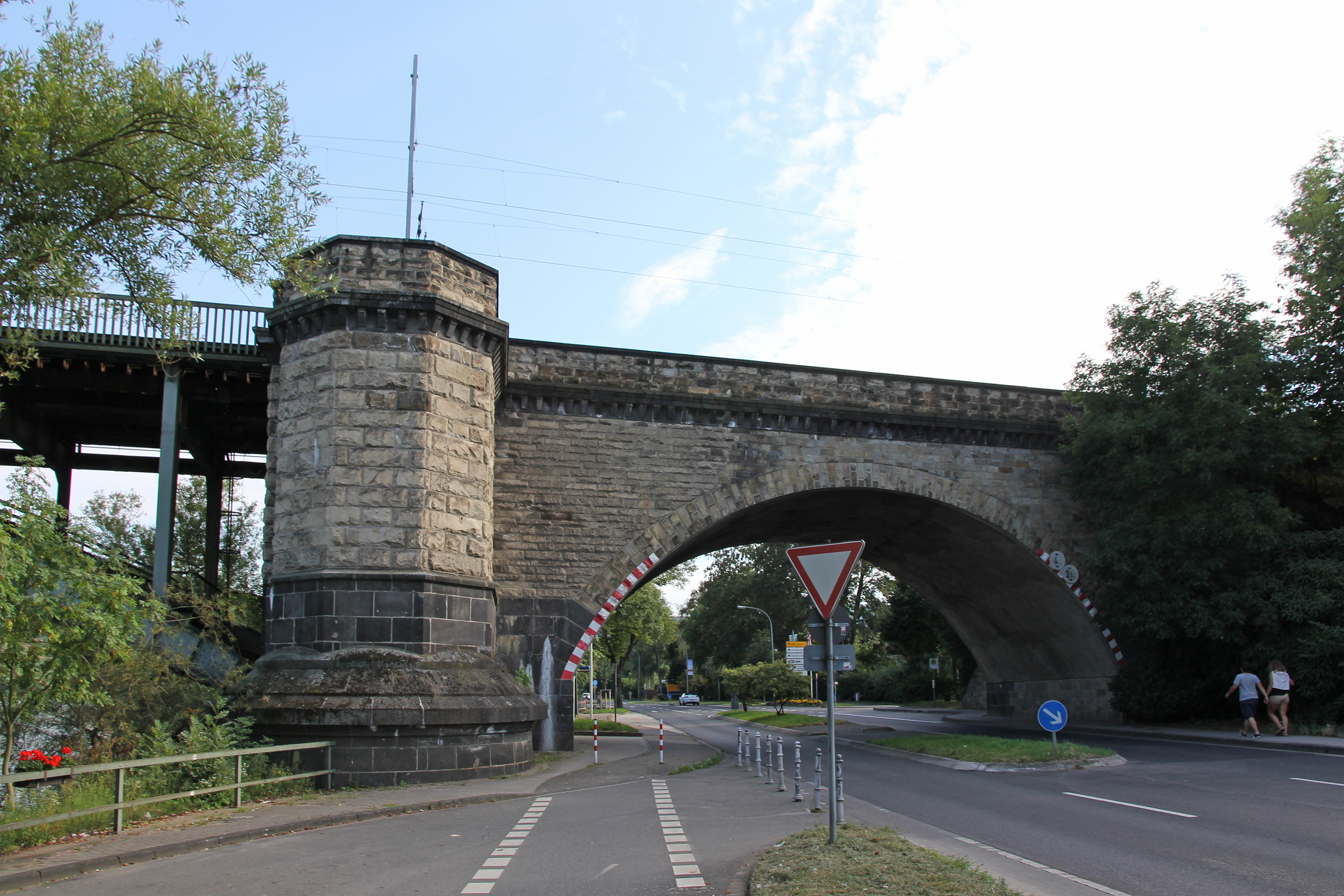
Landbogen auf der Gülser Seite
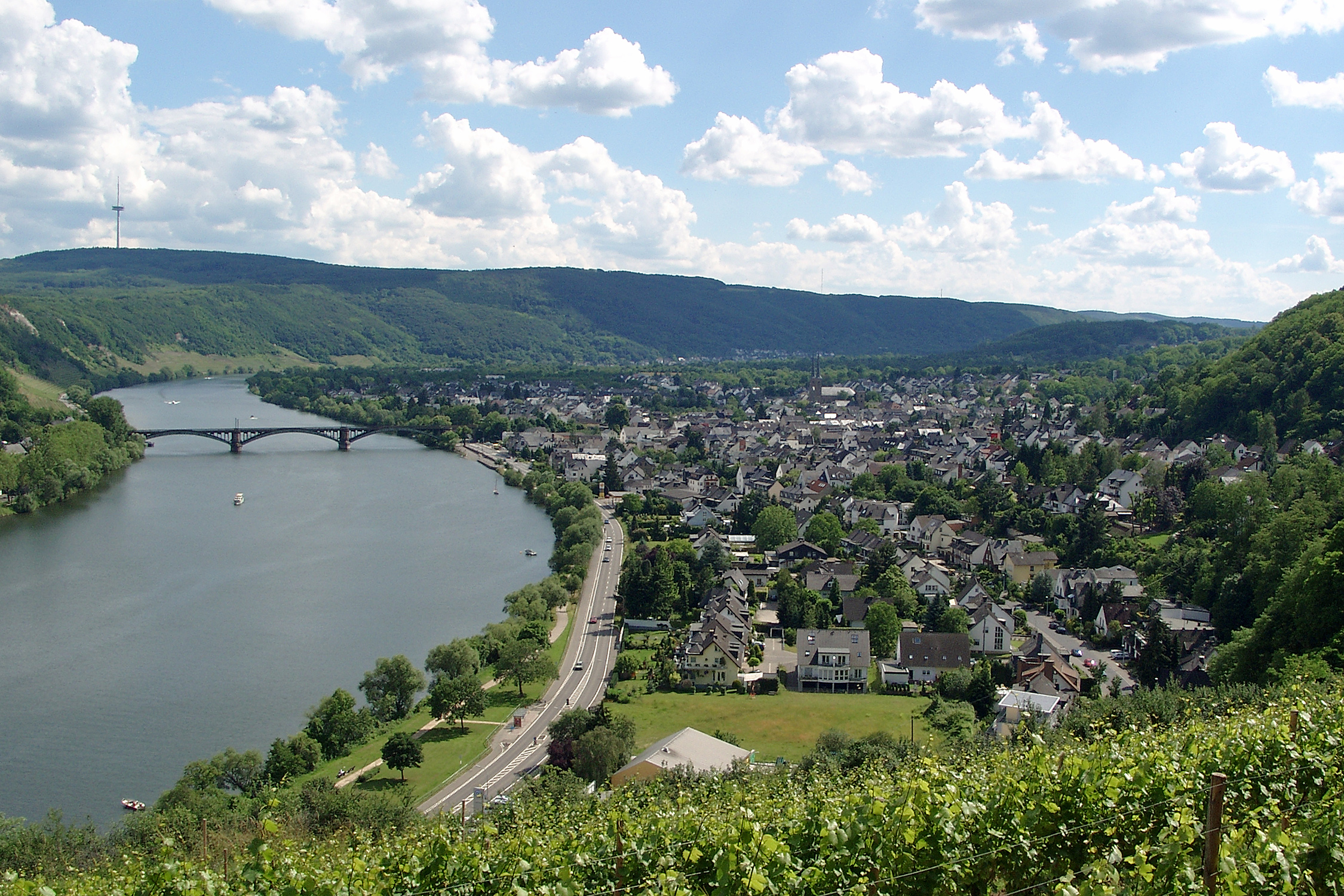
Die Gülser Eisenbahnbrücke über die Mosel und der Koblenzer Stadtteil Güls
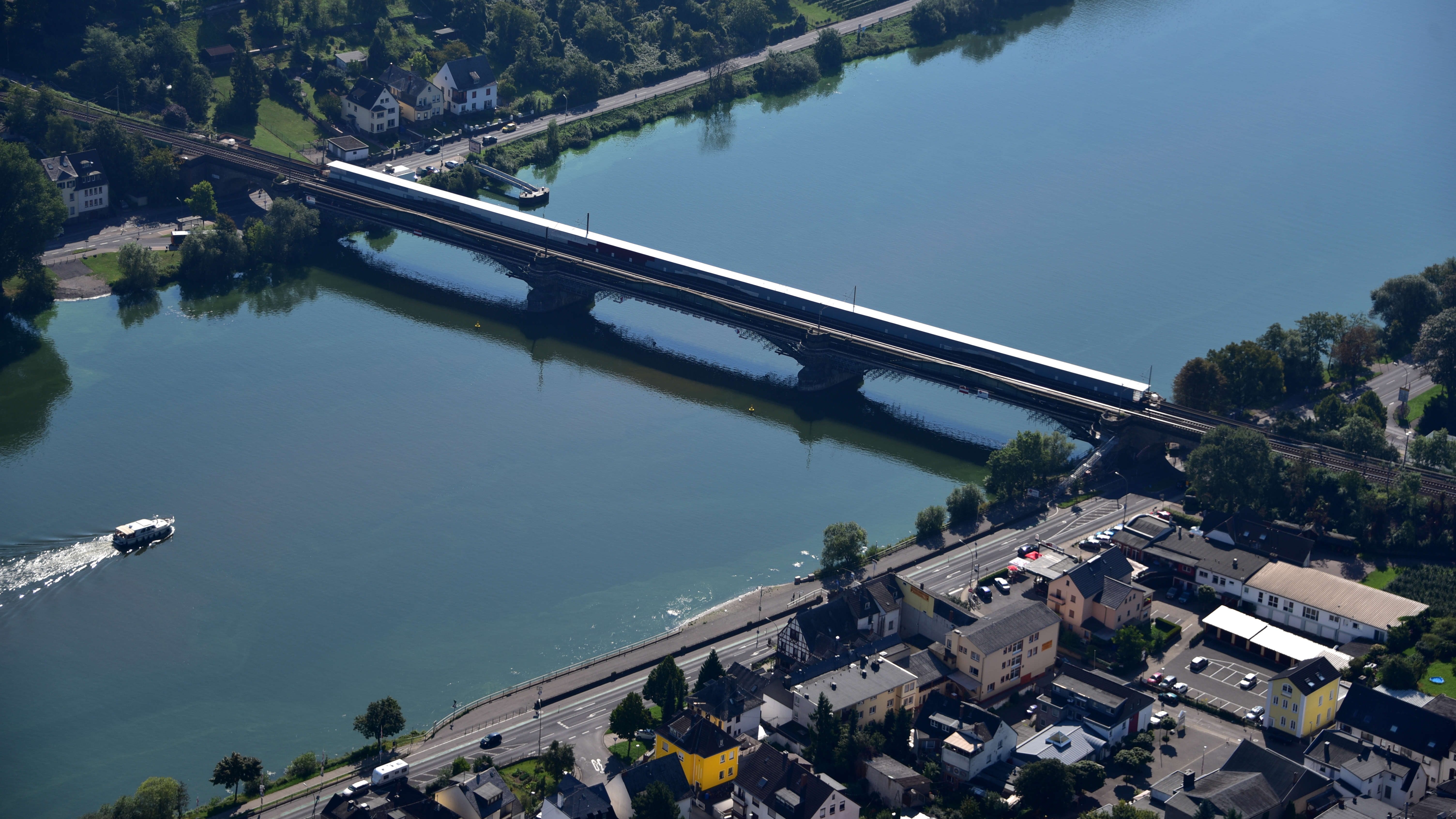
Luftaufnahme (2017)
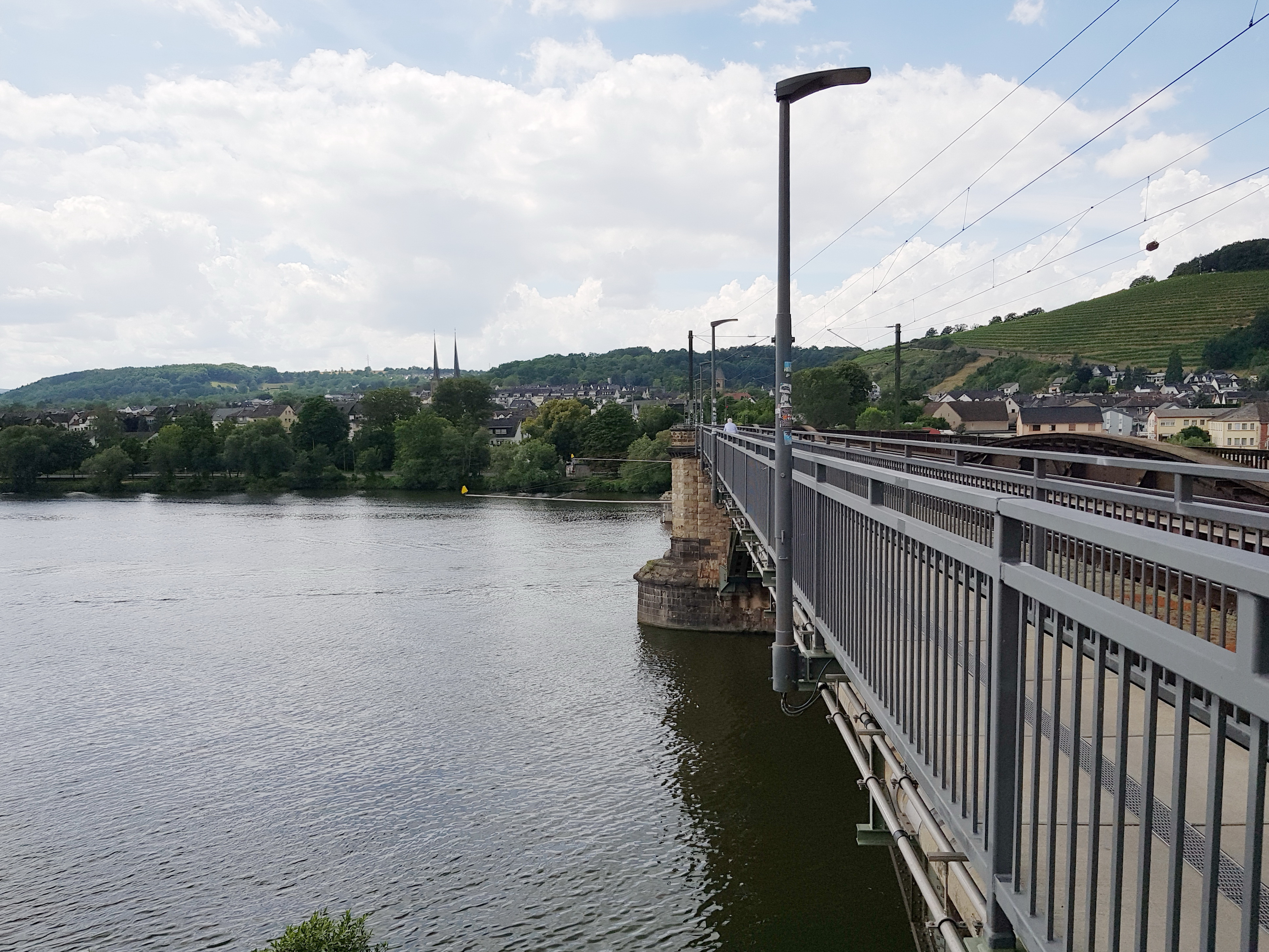
Anfang Dezember 2018 offiziell freigegebener Fuß- und Radweg

## Denkmalschutz
Die Gülser Eisenbahnbrücke ist ein geschütztes Kulturdenkmal nach dem Denkmalschutzgesetz (DSchG) und in der Denkmalliste des Landes Rheinland-Pfalz eingetragen. Sie liegt bei Koblenz-Güls in der Gemarkung.